# 我妻東策
我妻 東策（あずま とうさく、1897年9月22日 - 1983年1月19日）は、農業経済学者。
栃木県上都賀郡今市町（現・日光市）出身。1923年東京帝国大学農学部農業経済学科卒、1924年同経済学部卒。1924年東京農業大学講師、1925年教授。1937年「士族授産ニ関スル研究」で農学博士。1960-1966年農学部長、1967年定年退職、名誉教授。1952年日本農業経済学会理事。農村の家族制度、農業政策などを研究。

## 著書
- 『明治前期農政史の諸問題』壬生書院 1936
- 『農村産業機構史』叢文閣 1937
- 『日清・日露戦時の農業政策』現代国防研究叢書 育生社 1938
- 『剰余価値説批判』三笠書房 1940
- 『明治社会政策史 士族授産の研究』三笠書房 現代学芸全書 1940
- 『農業近代化の理論』三笠書房 1941
- 『士族授産史』三笠書房 1942
- 『国防農業論』千倉書房 1945
- 『日本農業民主化論』高山書院 1946
- 『農業の将来と農業協同組合』家の光協会 家の光文庫 1947
- 『これからの日本農業』三省堂出版 1949
- 『日本農業の話題』地球出版 1954
- 『日本農政の問題点』地球出版 1955
- 『日本の農業』三省堂百科シリーズ 1956
- 『協同農村への道』協同組合懇話会 協同主義叢書 1957
- 『嫁の天国 志摩の隠居農場制』未来社 1959
- 『農業新展開の軌跡』明文書房 1978

### 共著編
- 『転換期の農業問題』編 叢文閣　1939
- 『民主社会主義の農業理論』波多野鼎共著 民主社会主義連盟 民社連文庫　1952

### 記念論文集
- 『我妻東策先生古稀記念論文集』東京農業大学農業経済学会 1967

## 注
1. ↑  20世紀日本人名事典